# San Salvo
San Salvo (Sàndë Sàlvë in abruzzese) è un comune italiano di 19 944 abitanti della provincia di Chieti in Abruzzo, situato in prossimità della costa adriatica.

## Geografia fisica
Il comune di San Salvo è delimitato a Nord dal vallone di Buonanotte e a Est dal Mare Adriatico. Confina con i comuni di Cupello, Vasto e Montenero di Bisaccia. La città sorge in una zona collinare a 128 m s.l.m. La sua costa si estende per 3 km di arenile.

## Origini del nome
Il monastero di San Salvo potrebbe aver preso il nome dal monaco benedettino Salvius. Nato in Campania intorno all'871, fu rettore dell'abbazia di San Clemente a Casauria e morì intorno al 920 in odore di santità.
Il nome attuale proviene dai primi documenti che citano il monasterium Sancti Salvi, in riferimento all'antica abbazia posta presso il Trigno, da cui si sviluppò l'abitato del "Quadrilatero", ossia il centro storico. Benché nel XVII secolo l'abbazia cadde in degrado, e venne rinominata parrocchia di San Giuseppe, il toponimo storico del feudo di San Salvo permanette sino ad oggi.

## Storia

### Origini e periodo romano
La zona di San Salvo è abitata fin dalla Preistoria, come provano alcuni rinvenimenti effettuati nella zona del Trigno e in piazza San Vitale. Di età Romana sono invece alcune pavimentazioni con mosaici e marmi, sepolture di varie epoche e i resti di un acquedotto. La cittadina di allora era molto più estesa dell'abitato medioevale che in parte sopravvive e si sviluppò fra l'XI e il XII secolo grazie all'influenza dell'Ordine dei Benedettini. L'attuale Corso Garibaldi pare ricalcare il tracciato del decumano romano.
Nel II millennio a.C. l'affermarsi della cultura appenninica e i primi rapporti con il mondo miceneo, impressero un certo dinamismo alla vita locale, che si accentuò soprattutto con l'arrivo degli Italici nel VII secolo a.C. I Frentani popolarono queste zone, tra Histonium e Larino, di cui si hanno tracce in necropoli rinvenute nel contado, e le aree archeologiche presso lo stesso Quadrilatero, con corredi funebri, vasellame, cinture, oggetti domestici, che testimoniano le varie fasi evolutive di queste sepolture, dall'era arcaica sino alla fase ellenistica nel III secolo a.C. San Salvo tuttavia non era sviluppato come un nucleo abitativo vero e proprio, a differenza della vicina Histonium, nel II secolo venne conquistata da Roma, e si ha la prima testimonianza scritta da Plinio il Vecchio, che parla di un certo villaggio di Cluvia oltre il fiume Trigno. In effetti delle ville romane sono state rinvenute nella zona, ma non teatri, fori, complessi ternali o templi.

### Fondazione medievale dell'Abbazia dei Santi Vito e Salvo

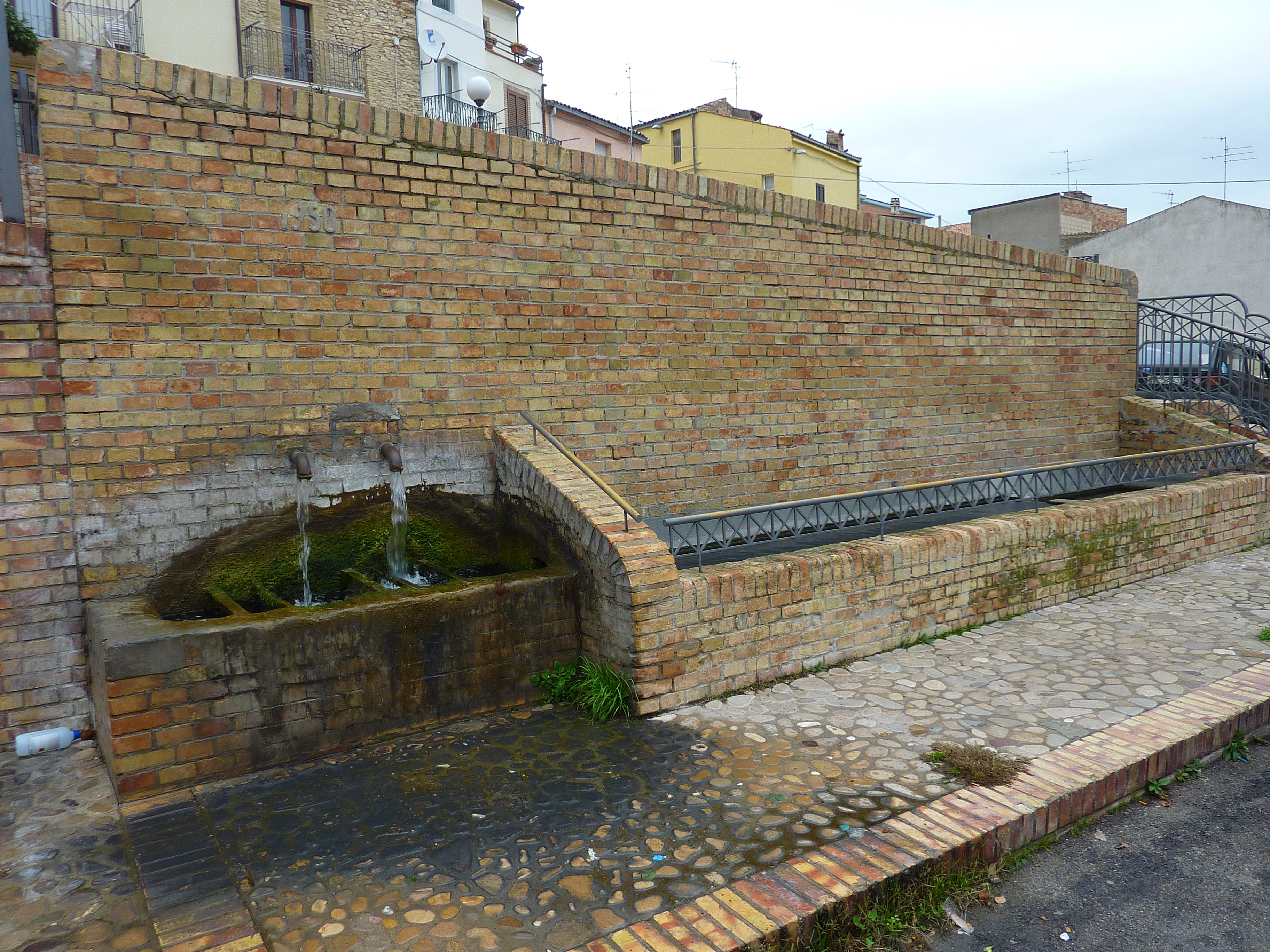
La Fontana Vecchia

La rinascita di San Salvo avviene con la fondazione del cenobio cistercense di San Salvo del Trigno, tra il IX secolo e l'XI secolo, sopra l'abitato romano di Cluvia. Il cenobio benedettino, in seguito andrà in possesso dei monaci cistercensi dal XIII secolo. La zona all'epoca era possedimento dell'abbazia di Montecassino e di quella di San Vincenzo al Volturno, mentre l'area archeologica dell'antica Cluvia nel quartiere San Rocco, era di proprietà del monastero di Sant'Angelo in Salavento. Il monastero di San Salvo acquisì importanza, come rilevato dal Chronicon Sancti Stephani in Rivomaris (un altro cenobio assai antico dell'VIII secolo presso Casalbordino) nel XII secolo, attorno a cui venne edificato un abitato medievale, l'antica San Salvo.

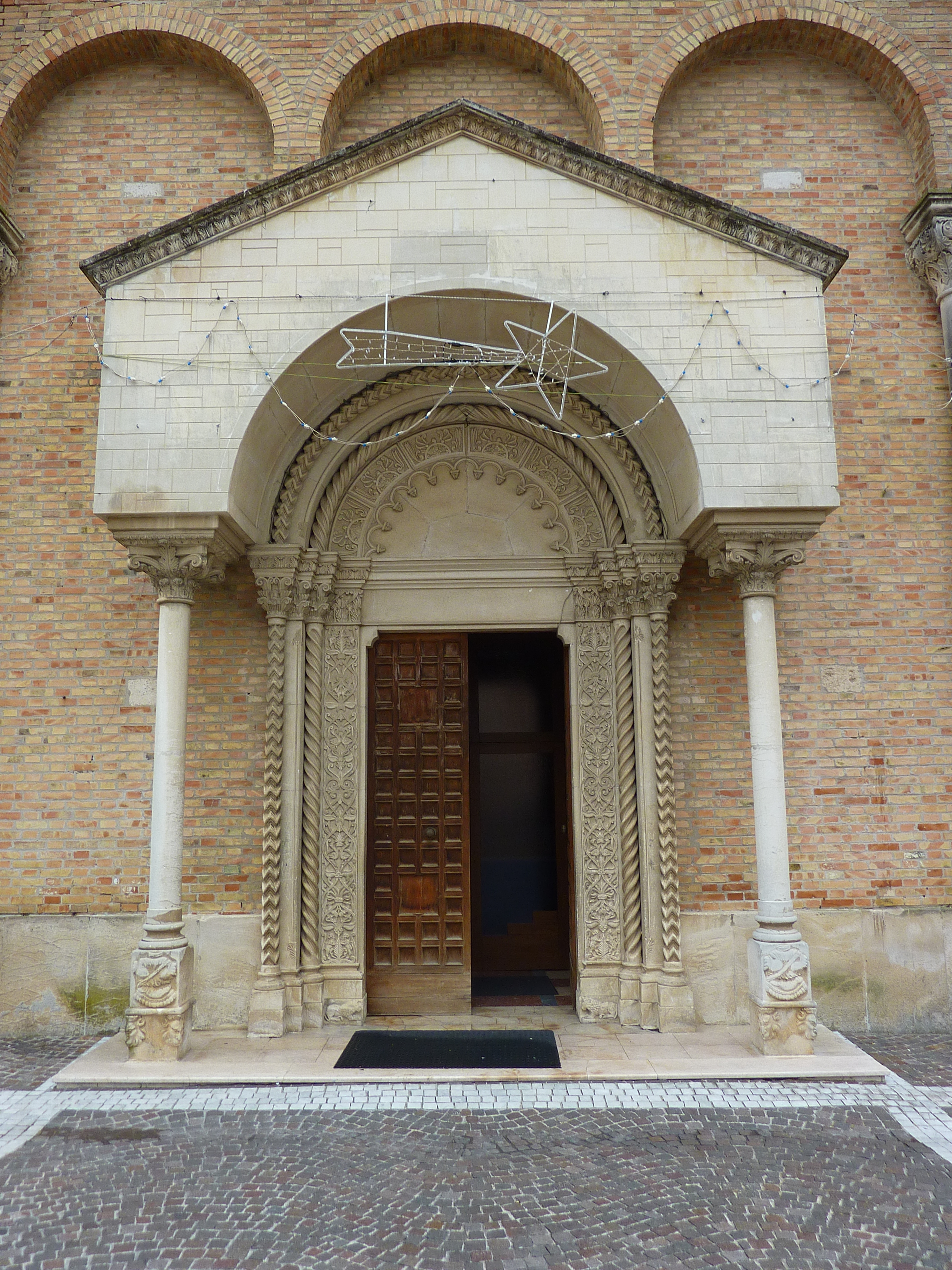
Facciata e portale pseudo romanico della chiesa di San Giuseppe

Le bolle pontificie di papa Alessandro III, che venne a Vasto nel 1173 per concederla in feudo all'abbazia di San Giovanni in Venere e di papa Innocenzo III (1208) confermano l'esistenza di questo monastero, e si registra una donazione dal Conte Roberto di Loretello al vescovo di Chieti Ranulfo nel 1095. L'abbazia del Trigno è stata modificata nei secoli a seguire, tanto che dell'aspetto originario oggi non rimane nulla, se non resti nella cripta e nelle pareti laterali del sottosuolo. Sino al 1961 resisteva il vecchio campanile a torre dalla pianta irregolare, che fu abbattuto per problemi statici, e ricostruito in posizione non originale, dato che stava dietro la chiesa, e fu collocato accanto alla facciata

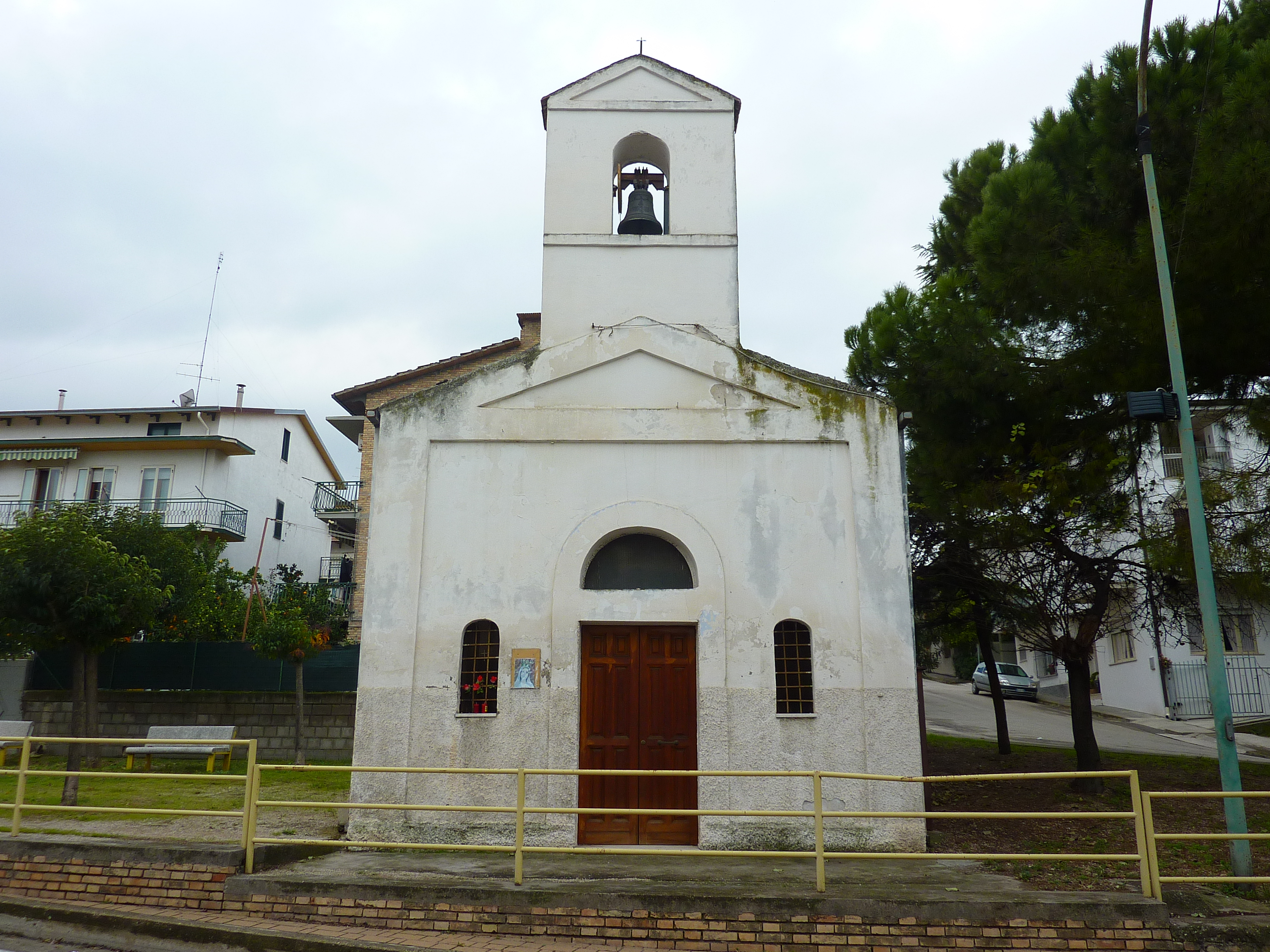
Chiesa di San Rocco

Nel 1204 l'abbazia entrò nel possesso del monastero di Santa Maria della Carità in Casanova, per volere dell'abate Dionisio, nella diocesi di Penne, entrando di fatto nel governo dei Cistercensi. L'acquisizione della grancia di San Salvo, nel 1210 e del Castello Manno, in contrada Bufalara, permise ai cistercensi di assicurarsi in breve la dotazione fondiaria di buona parte della pianura alla sinistra del basso Trigno. Nel 1355-56 sotto l'autorizzazione di papa Alessandro IV, si poté costruire un ospedale dei pellegrini nella grancia presso il Castello Manno, sicché nacque la nuova abbazia di San Vito del Trigno, a distanza dall'abbazia di San Salvo, stando sempre sotto la giurisdizione dell'abbazia di Casanova nella provincia diocesana pennese. L'abbazia andò a costituire la catena delle cinque abbazie cistercensi abruzzesi: l'abbazia di Santa Maria Arabona di Manoppello (1208), l'abbazia di Santa Maria della Vittoria a Scurcola Marsicana (1274) voluta da Carlo I d'Angiò per la vittoria a Tagliacozzo contro Corradino di Svevia, l'abbazia di Santo Spirito d'Ocre nel 1248 e appunto l'abbazia di Casanova, la prima ad essere stata fondata.

### Dal XIV secolo al Novecento
Nella metà del XV secolo i pontefici romani riunirono le due giurisdizioni di San Salvo e San Vito, che cominciarono a perdere potere e prestigio, sino a diventare parte dell'abbazia di San Clemente a Casauria. Mentre il monastero del Trigno iniziava a spopolarsi di monaci e a cadere in decadenza, venendo saccheggiato anche dai turchi nel 1566, la chiesa di San Salvo diveniva sempre di più la sede parrocchiale della comunità, sino ad essere riconsacrata a San Giuseppe nel XVI secolo. La presenza costante dei monaci fece sì che il villaggio di San Salvo si formasse a schema quadrato, con una cinta muraria non particolarmente fortificata, ma che svolgesse semplicemente da recinto divisorio, un caso del tutto unico in Abruzzo, che da una parte tuttavia ritardò di molto lo sviluppo economico e demografico, che iniziò ad avvenire solo dalla fine del XVIII secolo.
Il 1º agosto 1566 San Salvo venne saccheggiata dai turchi dopo Vasto, la cittadina bruciata, mentre lungo la costa si compiva la realizzazione del sistema fortificato di torri di guardia, voluto da Carlo V d'Asburgo, una volta entrato nel Rrgno di Napoli. A San Salvo venne eretta, presso la costa, la Torre del Trigno, che comunicava con la torre di Punta Penna a Vasto, e con la torre del Sinello.
Si andarono creando lentamente nuovi quartieri, verso la piana di San Rocco, verso l'antica strada romana del Corso Garibaldi, sino a che San Salvo dopo il 1861 venne eletto municipio, accrescendo il prestigio demografico, ma con un tipo di economica prettamente precario, incentrato sul latifondo e sul lavoro nei campi per la maggior parte della popolazione.

### Dalla seconda guerra mondiale a oggi
Nella Seconda guerra mondiale, per San Salvo passava la "linea Barbara", tracciata dalla Wehrmacht a difesa della penisola parallelamente alla linea Gustav. La valle del Trigno fu teatro di scontri tra tedeschi e truppe alleate a cavallo di ottobre e novembre del 1943. La battaglia si svolse dal 23 al 25 ottobre 1943, con la vittoria dell'armata di Bernard Law Montgomery contro i nazisti, che furono costretti a ripiegare in Molise, risalendo il Trigno, oppure sul Sangro, fortificando la linea difensiva successiva.
Il paese ha conosciuto, nella seconda metà del Novecento, una consistente crescita economica e demografica dovuta all'insediamento di alcune importanti aziende sul territorio (S.I.V., Magneti Marelli, Amazon) ed allo sviluppo del turismo balneare nella frazione costiera di San Salvo Marina.
Nel 2003 il ponte sul fiume Trigno che la collega a Montenero di Bisaccia , costruito nel 1930 ,nel 1943 fatto saltare in aria dai tedeschi e fatto ricostruire dagli americani, fu distrutto a causa di un alluvione.

### Simboli
(D.P.R. 9 aprile 1979)
Le spighe di grano – la "messe futura" della simbologia cristiana – costituivano l'emblema dell'abbazia di San Vito e divennero, con l'aggiunta della botte, simbolo del Comune.
Il gonfalone municipale è un drappo partito di giallo e di rosso.

### Onorificenze
Nel marzo 2007 il comune è stato insignito del titolo di Città dal Presidente della Repubblica Italiana, Giorgio Napolitano.

## Monumenti e luoghi d'interesse

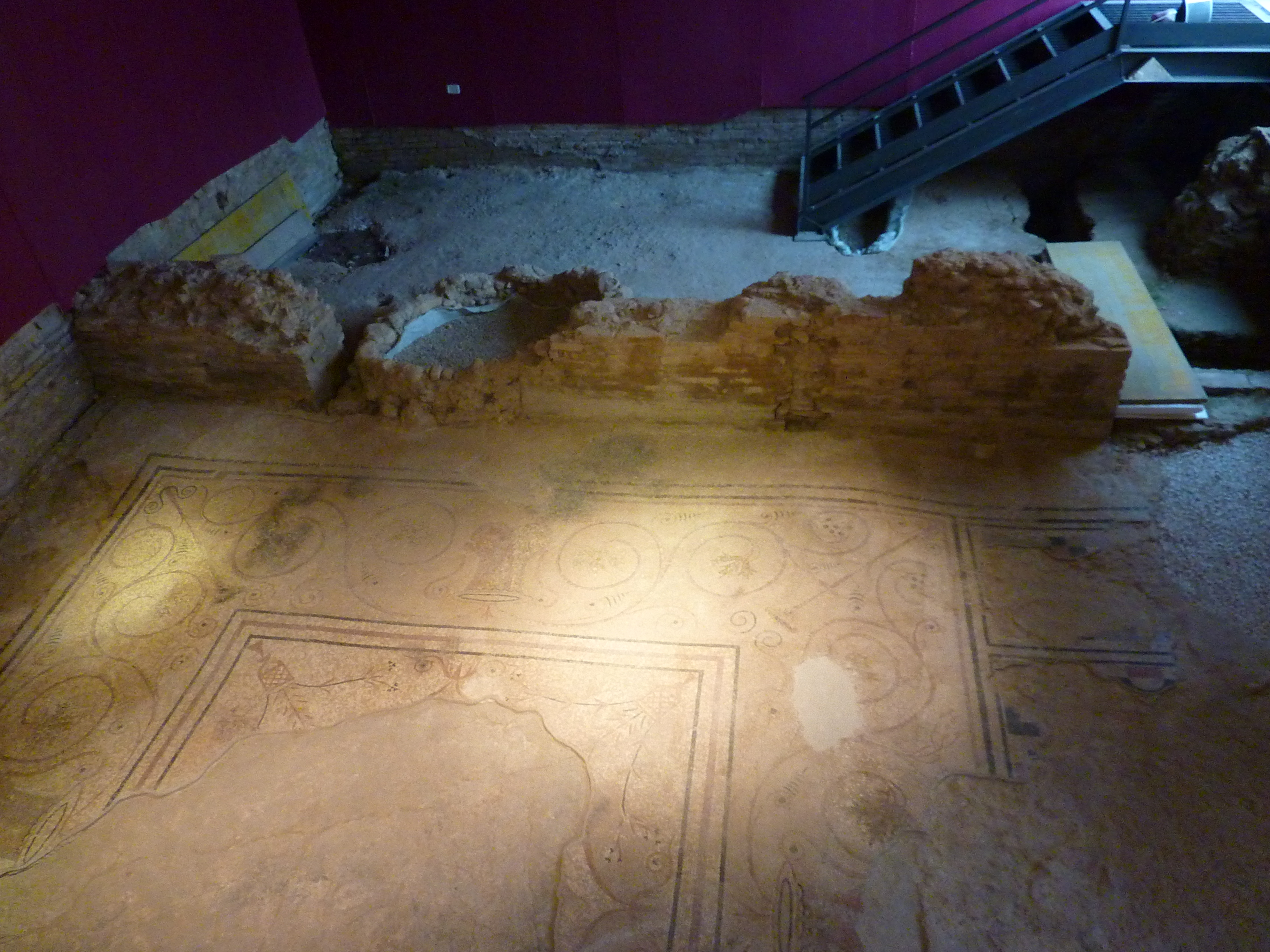
Isola del mosaico (Parco archeologico Quadrilatero)

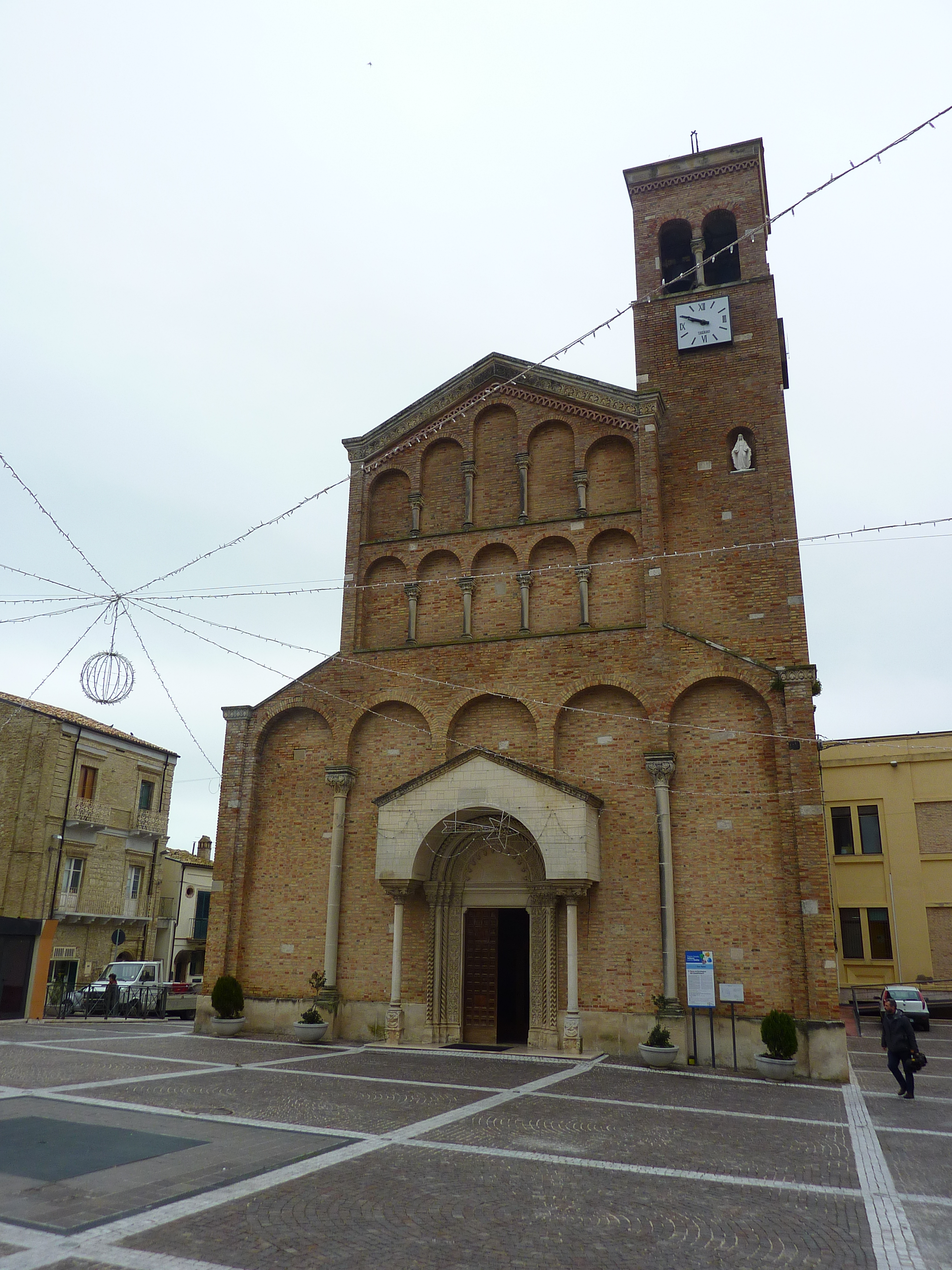
Chiesa di San Giuseppe

### Centro storico medievale

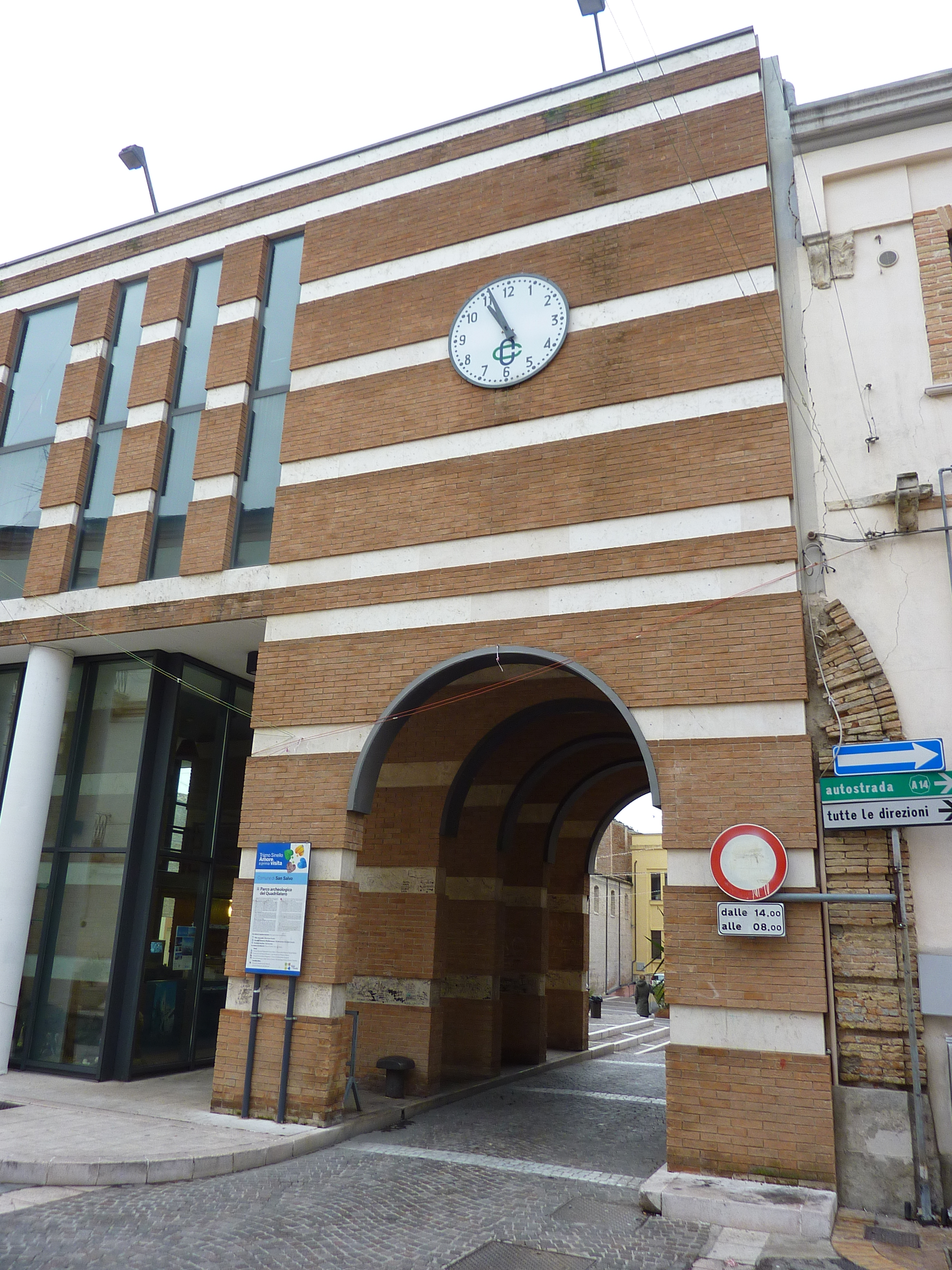
Porta della Terra

Il centro storico di San Salvo si è sviluppato nel XIV-XV secolo attorno all'area dell'antica abbazia di San Salvo del Trigno. Oggi, a causa dei danni della guerra mondiale e dei rifacimenti e ampliamenti del boom economico, è un po' difficile leggere l'antico impianto del centro, che ha risentito in parte della speculazione edilizia, come il caso dell'abbattimento di Porta da Terra, unico elemento superstite delle mura, successivamente ricostruita, ma in forme moderne. Il toponimo "Quadrilatero" sta ad indicare l'antico circuito murario che difendeva l'area dell'abbazia, e poi del centro storico sansalvese, che ha il suo fulcro in Piazza San Vitale, con la chiesa parrocchiale di San Giuseppe.
Il "quadrilatero" è delimitato da Corso Umberto I con l'accesso a Porta da Terra, via Martiri d'Ungheria, via Orientale e via della Fontana. Oltre alla chiesa principale, l'accesso alla porta da Terra, demolita nel 1968 e rifatta nel 1997, in origine era costituito da un conglomerato di case costruite sopra le mura a scarpa, di cui è ben visibile il tratto di via Fontana, con fornice incorniciato a tutto sesto. La costruzione attuale mantiene il fornice, solo che è stata realizzata in laterizio, con un sovrastante orologio civico. Oltre alla chiesa, all'interno della piazza si trovano gli storici palazzi Fabrizio, Cilli, Napolitani e Russo.
Risalendo a destra di via Fontana all'incrocio col Corso Umberto I, ci si trova davanti all'antico decumano romano del villaggio, ossia il Corso Garibaldi, lungo cui si trovano i palazzi Sabatini e De Vito, e la vecchia chiesa di San Nicola. Oltre il Corso Umberto I, oltre Piazza Papa Giovanni XXIII, si trova via Roma, la quale crea una biforcazione, il cui spazio interno assume la forma triangolare di un giardino pubblico, con il Monumento ai Caduti, poi la Fonte Nuova e la chiesetta settecentesca di San Rocco.
- Parco Archeologico del Quadrilatero, che comprende:
- Museo civico Porta della Terra: museo del 1997, che raccoglie reperti archeologici romani del territorio, riconducibili ai Frentani.
- Museo dell'Abbazia: si trova sotto la chiesa parrocchiale di San Giuseppe, ed è un percorso archeologico presso lo storico monastero dell'XI secolo, di cui si conserva la cripta. L'abbazia sorgeva nei dintorni di Cupello, di cui oggi non rimane nulla, e il Museo conserva gli strumenti dei monaci usati sino al XVII secolo.
- Sobborgo di San Nicola: borgo povero del centro storico, caratterizzato da alcune case del XVIII secolo e dalla piccola chiesa dell'Addolorata;
- Isola archeologica del chiostro: si trova nella piazza ed è l'impluvium di una domus romana, ossia la vasca centrale per raccogliere l'acqua piovana;
- Isola archeologica del mosaico: si trova sotto la piazza ed è un grande mosaico del pavimento con decorazioni a cornice di elementi floreali e anfore;
- Acquedotto romano ipogeo: non è visibile al pubblico ma è ancora funzionante, dacché alimenta la cosiddetta Fontana Vecchia del XIX secolo.

### Architetture religiose
- Chiesa Parrocchiale di San Giuseppe: in Piazza San Vitale, sorge sopra l'antica abbazia di San Salvo del Trigno, del X-XIII secolo, dipendente dai Monaci Cistercensi di Casanova (Penne). Dato che la chiesa fu profondamente trasformata dal XVI al XVIII secolo, per non parlare di altri restauri successivi, dell'antica abbazia resta un muro perimetrale a nord, e parte della cripta sotterranea, con due monofore gotiche. La chiesa con il restauro barocco della navata interna voltata a botte con pilastri a paraste corinzie laterali, ha perso per sempre lo stile antico, con altri gravi restauri del 1960-61 che hanno abbattuto il campanile a torre dei Cistercensi, posto arretrato, con una porta di accesso alla chiesa, per ricostruirlo accanto alla facciata, anch'essa massicciamente compromessa da un rifacimento totale che scimmiotta lo stile romanico, soprattutto per le arcate cieche, e per il portale preceduto da piccola edicola superiore in travertino, e dalla stessa cornice a motivi fitomorfi e tralci vegetali dell'arco a tutto sesto lunettato. L'interno a navata unica rettangolare, è scandito in pilastri laterali che dividono le cappelle, di interesse vi si trovano le tele della Sacra Famiglia, di San Giuseppe in gloria e del Riposo durante la fuga in Egitto.

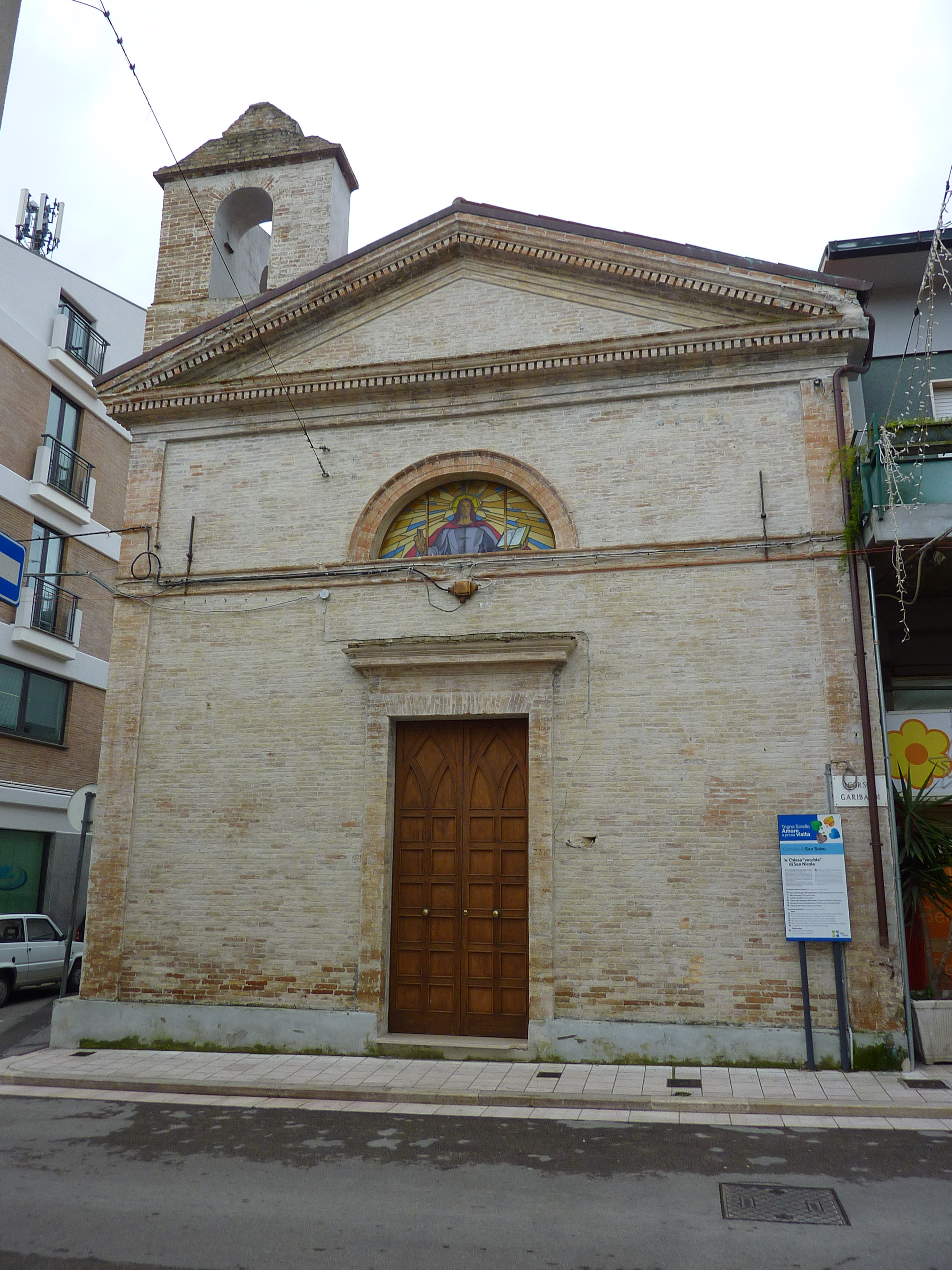
Chiesa dell'Addolorata

- Chiesa dell'Addolorata (Vecchia chiesa di San Nicola): si trova lungo il Corso Garibaldi, risale al XV secolo ed era originariamente intitolata a San Nicola da Tolentino, ma venne ricostruita più vicino alle mura nel XVIII secolo. Sconsacrata negli anni Settanta per il notevole accrescimento di fedeli, nel 2019 una parte dell'antico edificio è stato riaperto al culto e dedicato all'Addolorata.
- Chiesa Parrocchiale di San Nicola Vescovo: in Piazza San Nicola, fu costruita nel 1973 come seconda principale chiesa sansalvese, per l'accrescimento dei parrocchiani. Voluta dal vescovo di Chieti Monsignor Vincenzo Fagiolo, e dalla popolazione per bocca di don Pietro Santoro, viceparroco di San Giuseppe. Animata dalla presenza dell'Azione Cattolica, la parrocchia è divenuta presto un centro di aggregazione sociale di San Salvo, non solo per le attività religiose, ma anche ludiche e celebrative, come l'organizzazione del Carnevale e di eventi culturali, teatrali, cinematografici e sportivi. La chiesa è stata completata nel 1979, la casa canonica nel 1989, l'auditorium Paolo VI nel 1993. La chiesa ha un impianto a triangolo isoscele, con la facciata situata al lato base del solido geometrico, il cui soffitto si innalza su nervature geometriche, formando una sorta di cappuccio. Il campanile staccato è una slanciata torre che termina a triangolo anch'essa. Nel 2017 a causa di mancati lavori di restauro, la chiesa è stata dichiarata inagibile, e sono sorte polemiche per il volere del parroco di abbatterla, per ricostruirne una nuova. A settembre 2019 sono iniziati i lavori di restauro e di ampliamento, tuttora in corso.Parrocchia di San Nicola Vescovo

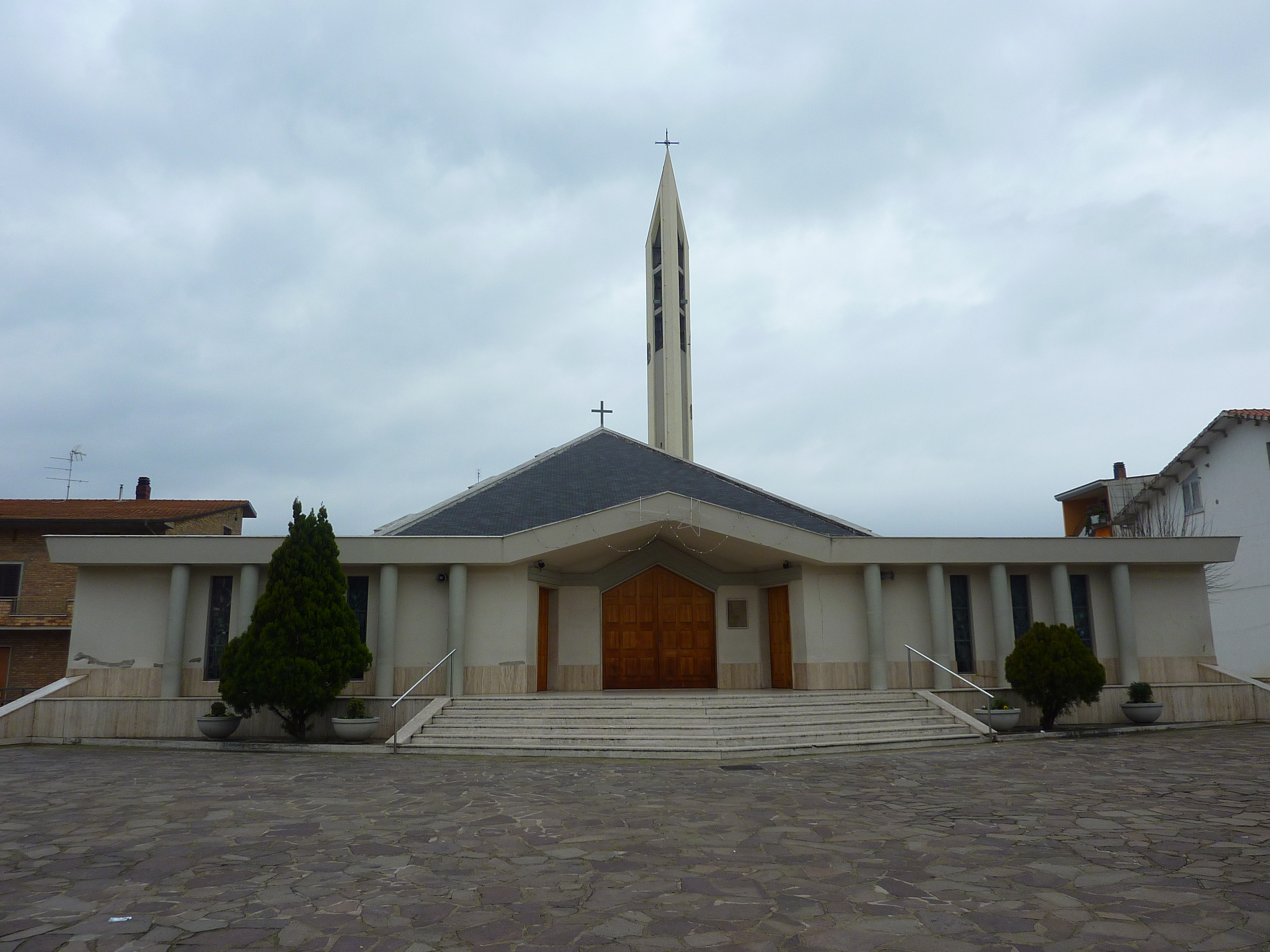
Parrocchia di San Nicola Vescovo

- Chiesa di San Rocco: si trova sulla via omonima. Fu costruita nel XVI secolo come chiesa tratturale, che si andava a collegare al Tratturo Magno verso Foggia. Sarebbe stata edificata poco dopo l'epidemia di peste del 1594, e rifatta nel 1657, restaurata nuovamente nel 1790, dal possidente Bartolomeo Contatore. Nel 1956 fu ampliata di volume da Camillo Jacoboni. La facciata è molto semplice, a capanna, impostata nello stile neoclassico, con timpano triangolare di decorazione, sopra cui si innalza il campanile a vela. Nell'interno a navata unica l'altare è centrale, addossato alla parete di fondo, sulle pareti laterali si trovano nicchie e opere ex voto dei fedeli. La statua di San Rocco, molto piccola, viene festeggiata nel mese di settembre. L'edificio è ormai da anni inagibile.
- Chiesa della Madonna delle Grazie: in via Madonna delle Grazie, all'incrocio del tratturello di Colle Pizzuto-via Sant'Antonio e via San Rocco. Fu cappella privata del Casino del Marchese Cuccetta di Lentella nel XVII secolo, e dipendente dalla giurisdizione dell'abbazia di San Salvo. L'antica cappella, prima dell'arrivo del marchese, sarebbe stata fondata insieme ad altre cappelle in Abruzzo dal Frate Salvatore, per conto dell'arcivescovo spagnolo Francis Jiménez di Cinseros, per favorire l'attività della Compagnia degli Scalzi. La chiesa originaria dunque sarebbe sorta nel 1515 ca., il frate Salvatore morì a San Salvo il 25 febbraio 1517, e il corpo fu sepolto nella cappella. La chiesa oggi si mostra in una veste ottocentesca per via delle varie modifiche (1850-1921-1968), conservando all'esterno la facciata semplice intonacata, con portale architravato, campanile a vela, e cornice in bugnato del 1968. L'interno a navata unica è stato rifatto negli anni '20, con la volta in stile liberty, e le statue della seconda metà del Novecento.
- Chiesa di San Michele Arcangelo: inaugurata nel 2012, è situata all'interno del cimitero comunale, appena dopo l'ingresso. Vi si conserva un'antica statua dell'omonimo santo, custodita un tempo nella Chiesa di San Giuseppe e proveniente dallo scomparso monastero di Sant'Angelo in Salavento, assieme ad una moderna tela del pittore pugliese Michele Roccotelli.
- Chiesa Parrocchiale della Resurrezione di Nostro Gesù Cristo Risorto: chiesa principale della Marina, in via Maristella, è stata eretta negli anni '70. A caratterizzarla è la svettante torre campanaria in cemento armato, l'impianto dell'edificio è a ventaglio, con la torre presso il vertice.
- Chiesetta della Madonna di Fatima: piccola chiesa della Marina di San Salvo, è stata costruita nel secondo dopoguerra (anni 50) prima della parrocchia di Nostro Signore Gesù, per volere del Cappuccino Alberto Mileno di Vasto, fondatore dell'Istituto "San Francesco d'Assisi" a Vasto Marina, che si prodigò insieme alla popolazione della frazione Marina, raccogliendo i fondi, per la sua costruzione. La chiesa si presenta assi semplice, rivestito in mattoni a vista, con il piccolo campanile centrale a vela, due panchine ai lati dell'ingresso dell'unico portale; il presbiterio della navata unica è piccolo, con tabernacolo decorato dall'immagine di Gesù con un'iscrizione, e due statue del Sacro Cuore e della Madonna di Fatima.

### Palazzi e monumenti pubblici

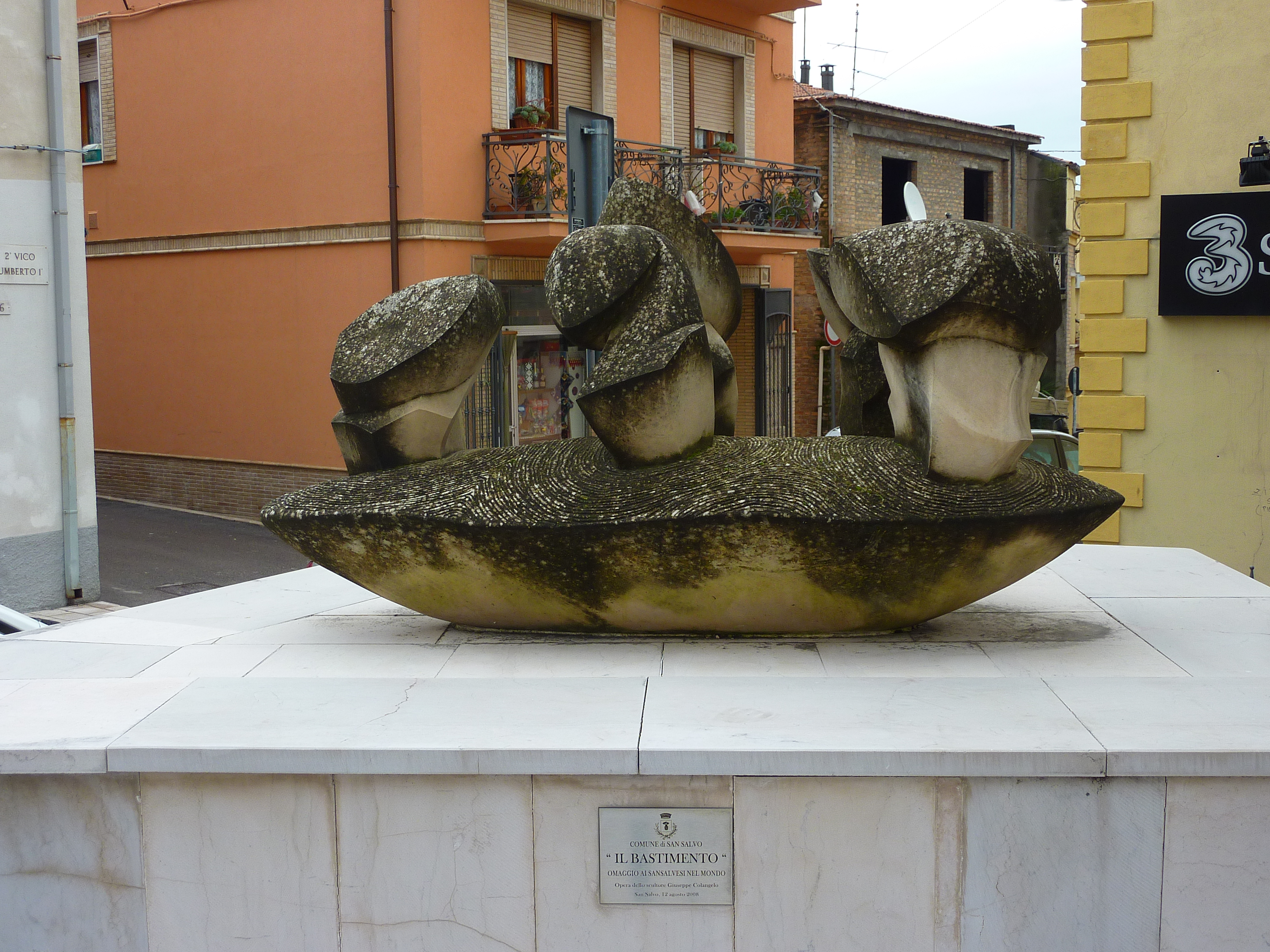
Monumento all'Emigrante

- Palazzo De Vito: in Piazza San Vitale, collegato alla Porta da Terra, continuando in un blocco ad L su via Fontana, fondendosi con le case-mura del Quadrilatero. Essendo stato modificato nel XIX secolo, di esso rimangono frantoi e opifici al piano sotterraneo. Si ricorda la presenza dei baroni De Vito che acquistarono il palazzo col matrimonio di Giuseppe De Vito e di Filomena Ciavatta, che lo portò in dote nella seconda metà dell'Ottocento. Il palazzo prospetta su Corso Umberto I, ed è abitato tutt'oggi dai discendenti dei De Vito.
- Palazzi del quartiere Garibaldi-Savoia: lungo il Corso Garibaldi, si sviluppò alla fine del XVIII secolo un moderno quartiere. La prima fase edilizia si ebbe già nel Cinquecento con alcuni casini nobili, sicché nel Settecento si crearono le abitazioni rurali di Corso Umberto I, via Savoia e via Fontana. Presero dimora le famiglie dei Fabrizio, dei Ciavatta, dei Monacelli, degli Artese, di condizione sociale medio-bassa. La schiera degli edifici pertanto è proprio quella dirimpettaia alla Porta da Terra, si riconoscono due edifici settecenteschi dal bel cornicione aggettante, il primo di Tito Artese, il secondo ai civici 18 e 20, un edificio dall'esterno liberty al civico 20, ossia Palazzo Malatesta, e palazzo Ciavatta all'angolo di via Fontana e Corso Garibaldi. Un altro edificio settecentesco dei Fabrizio è stato sostituito da un bed & breakfast su strada Savoia.
Sul corso Garibaldi inoltre si notano le residenze a schiera dei Mazzocchetti, dei Monacelli, dei Ciocco e degli Artese, insieme al civico 27 dei Cilli. In Piazza Europa sorge a sinistra Palazzo Artese dell'Ottocento, e fuori dal quartiere la casa di Pietro Artese, insieme alla vecchia chiesa di San Nicola da Tolentino. Le case semplici sono unifamiliari o bifamiliari, assai semplici, attaccata l'una all'altra, rispettando la tradizione dei cornicioni aggettanti del tetto, dei marcapiani, delle finestre dipinte in bianco, del balconcini e delle ringhiere in ferro battuto.
- Palazzo Di Iorio Bruno: è un edificio cinquecentesco prospettante su Piazza San Vitale. Realizzato originalmente con il pianterreno e un piano superiore, nei secoli a seguire è stato sopraelevato, e presenta un interessante ambiente seminterrato, voltato a mattoni, allineato alla superficie di calpestio dell'età romana. Sopraelevato nel XX secolo con un secondo piano, mostra una facciata che è stata restaurata nel 2013, con le murature del pianterreno in pietra spaccata o scalpellata, alternata ricorsi di mattoni, mentre la muratura del secondo piano è in laterizio. La parte originale della facciata è incorniciata da due possenti mattoni che nella sopraelevazione, proseguono soltanto con rilievi a bugnato gentile. Nel Novecento sono stati aggiunti i balconi, con le mensole in pietra, e con le ringhiere in ferro battuto, dal gusto classicheggiante. Il portale maggiore è rinascimentale, unico elemento di grande pregio del palazzo, in laterizio, testimonianza dell'attività di maestri lombardi in Abruzzo nel XV-XVI secolo. Il portale è impostato su due lesene laterali, sormontate da due cornici orizzontali, che contengono tre triglifi. All'interno si trova un arco a sesto ribassato e modanato, sorretto da due spallette lisce, ed elementari capitelli, entro cui si trova la porta.
- Monumento all'Emigrante: è stato realizzato nel 2008 da Giuseppe Colangelo. Ha pianta circolare, in pietra di granito, e rappresenta delle figure stilizzate che appaiono piegate da un peso, simbolo degli emigranti italiani che partivano carichi di valigie per il nord Italia o per l'America in cerca di fortuna.
- Monumento ai Caduti: posto alla biforcazione del Corso Umberto I con via Roma presso il giardino pubblico, è caratterizzato da un grande blocco di travertino rettangolare con incisi i nomi dei caduti nella guerra mondiale, con la dedica, sovrastato da un soldato in bronzo che imbraccia un'arma e guarda verso lo spettatore.
- Fontana Nuova: si trova sulla via omonima, era una stazione di servizio per i contadini che si fermavano a far rifornimento d'acqua per innaffiare i campi che coltivavano nell'agro di Piane Sant'Angelo. La fontana sarebbe stata eretta nel XIX secolo, ma a causa dell'abbandono e degli invasivi restauri non è facile datarne l'origine. Con la riqualificazione, la fontana oggi è caratterizzata da pannelli vitrei che formano dei giochi armonici, mentre da una cannella della parete a muro sgorga l'acqua. La fontana è detta anche "degli Innamorati".
- Fontana Vecchia: si trova sulla strada omonima, ed è assai antica. Prima degli scavi del 2001 riguardo all'abbazia di San Salvo, non si conosceva il fatto che questa fontana poteva essere usata già dall'epoca romana, dato che l'abitato di Cluvia era dotato di una vasca a impluvium e di una cisterna, di cui la Fonte Vecchia era il capolinea per il rifornimento dell'acqua. Le sorgenti di questa fonte era captate da un acquedotto che partiva dall'attuale cimitero, sino all'abitato del Quadrilatero, che è stata riportato alla luce nel 2014. La fontana è in laterizio, risalente al restauro del XVII secolo, con una parete a muro, e con due arcate cieche con le cannelle, e la vasca sottostante per l'abbeveratoio degli animali.
- Villa Comunale e annessa fontana[10]

### Musei e centri culturali
- Centro Culturale Aldo Moro, realizzato tra il 1976 e il 1980 su progetto di Giovanni Di Domenico. Consiste in un edificio polifunzionale sulla via Istonia, comprendente una biblioteca un cinema teatro, e una sala semicircolare destinata a vari usi culturali, che opera in sintonia col territorio, ponendosi come principale centro ricreativo del centro. Principalmente è usato come biblioteca pubblica.
- Museo dell'Abbazia di San Salvo, si trova in Piazza San Vitale, in una struttura moderna posta accanto alla chiesa di San Giuseppe. Esso raccoglie i reperti archeologici e documenti relativi dell'abbazia di San Salvo del Trigno, mediante un moderno allestimento didattico che riguarda le fasi storiche della nascita e sviluppo del monastero, la vita quotidiana del cenobio cistercense, il materiale usato per la cucina, l'orto botanico, la scrittura. In una seconda stanza è sposta la mostra storico-documentaria "Presenze paleocristiane e monastiche tra il Trigno e l'Osento", ed è possibile leggere una copia del Chronicon Casauriense dell'abbazia di San Clemente a Casauria, un prezioso documento storico sulla storia del cenobio della Val Pescara, che parla anche di questo monastero del Trigno. Dal palazzo poi è possibile seguire un percorso che conduce all'area dell'antico chiostro abbaziale, dove si trovano anche i resti pavimentali di una domus romana, e con il pozzo dell'impluvium.
- Museo civico Porto della Terra e Parco archeologico del Quadrilatero[11]
- La Giostra della Memoria[12]
- Pinacoteca Edliberto rosa
- Biblioteca Comunale ,all'interno del Centro Culturale Aldo Moro

### Il monastero dei Santi Vito e Salvo del Trigno
Di grande importanza fu l'esistenza del cenobio cistercense di San Salvo del Trigno, tra il IX secolo e l'XI secolo, sopra l'abitato romano di Cluvia. Il cenobio benedettino, in seguito andrà in possesso dei monaci cistercensi dal XIII secolo. La zona all'epoca era possedimento dell'abbazia di Montecassino e di quella di San Vincenzo al Volturno, mentre l'area archeologica dell'antica Cluvia nel quartiere San Rocco, era di proprietà del monastero di Sant'Angelo in Salavento. Il monastero di San Salvo acquisì importanza, come rilevato dal Chronicon Sancti Stephani in Rivomaris (un altro cenobio assai antico dell'VIII secolo presso Casalbordino) nel XII secolo, attorno a cui venne edificato un abitato medievale, l'antica San Salvo.

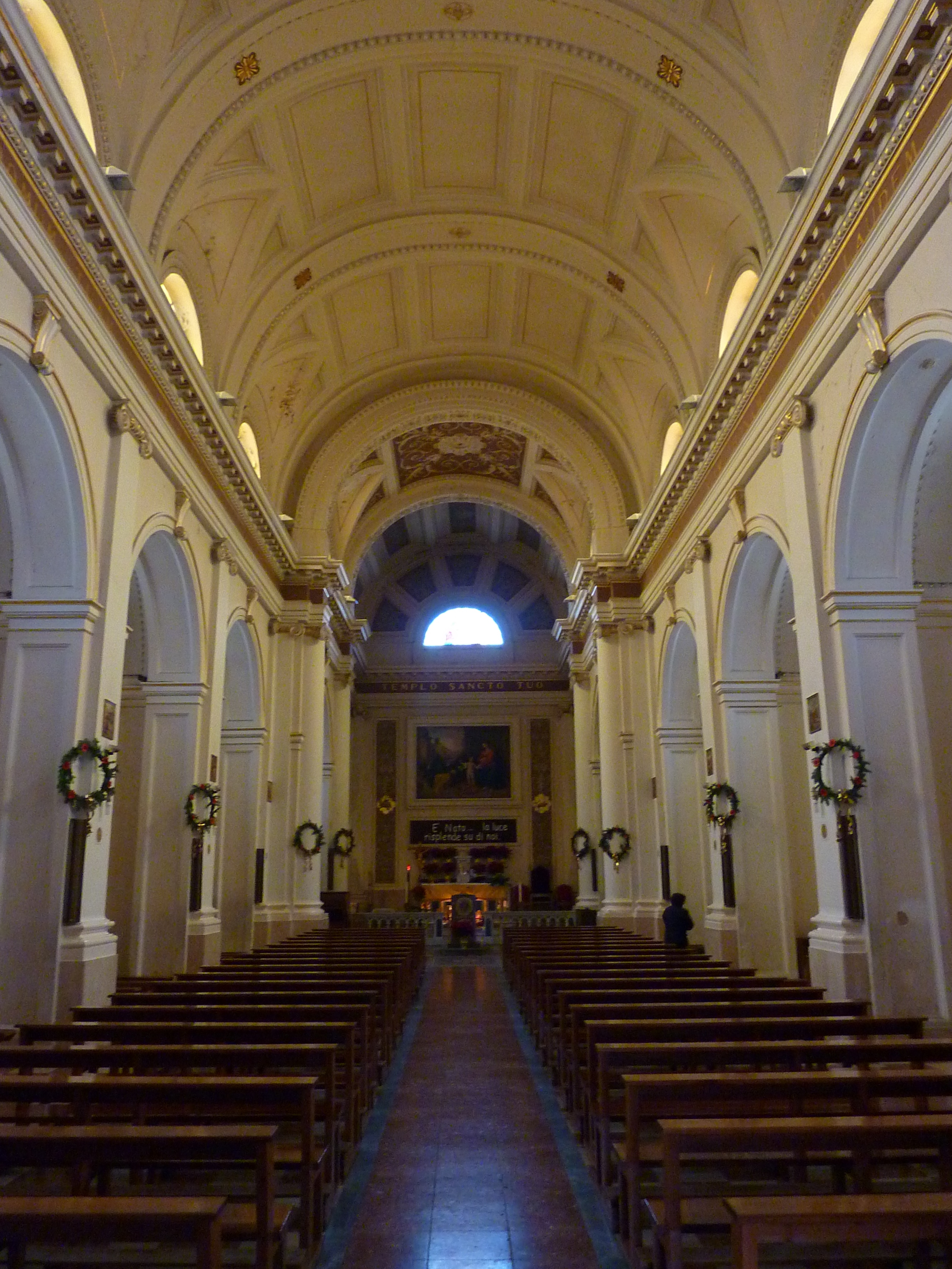
Interno della chiesa di San Giuseppe

Le bolle pontificie di papa Alessandro III, che venne a Vasto nel 1173 per concederla in feudo all'abbazia di San Giovanni in Venere e di papa Innocenzo III (1208) confermano l'esistenza di questo monastero, e si registra una donazione dal Conte Roberto di Loretello al vescovo di Chieti Ranulfo nel 1095. L'abbazia del Trigno è stata modificata nei secoli a seguire, tanto che dell'aspetto originario oggi non rimane nulla, se non resti nella cripta e nelle pareti laterali del sottosuolo. Sino al 1961 resisteva il vecchio campanile a torre dalla pianta irregolare, che fu abbattuto per problemi statici, e ricostruito in posizione non originale, dato che stava dietro la chiesa, e fu collocato accanto alla facciata.
Nel 1204 l'abbazia entrò nel possesso del monastero di Santa Maria della Carità in Casanova, per volere dell'abate Dionisio, nella diocesi di Penne, entrando di fatto nel governo dei Cistercensi. L'acquisizione della grancia di San Salvo, nel 1210 e del Castello Manno, in contrada Bufalara, permise ai cistercensi di assicurarsi in breve la dotazione fondiaria di buona parte della pianura alla sinistra del basso Trigno. Nel 1355-56 sotto l'autorizzazione di papa Alessandro IV, si poté costruire un ospedale dei pellegrini nella grancia presso il Castello Manno, sicché nacque la nuova abbazia di San Vito del Trigno, a distanza dall'abbazia di San Salvo, stando sempre sotto la giurisdizione dell'abbazia di Casanova nella provincia diocesana pennese. L'Abbazia andò a costituire la catena delle 5 abbazie cistercensi abruzzesi: l'abbazia di Santa Maria Arabona di Manoppello (1208), l'abbazia di Santa Maria della Vittoria a Scurcola Marsicana (1274) voluta da Carlo I d'Angiò per la vittoria a Tagliacozzo contro Corradino di Svevia, l'abbazia di Santo Spirito d'Ocre nel 1248 e appunto l'abbazia di Casanova, la prima ad essere stata fondata.
La chiesa di San Vito del Trigno si trova nella contrada omonima sansalvese, presso la stazione Marina, e si ammirano alcuni ruderi, resti di fondazioni e sepolture monastiche. La pianta degli edifici monastici ricalcava lo schema delle abbazie cistercensi, con la chiesa a nord, a coperta dei venti, e il chiostro col monastero a sud. L'abbazia oltre a costituire il centro amministrativo del feudo, entrò nei beni fondiari di diverse località d'Abruzzo e della Capitanata di Foggia, acquistando i monasteri di San Vito a Forca di Penne, e Brittoli, San Vito di Capestrano, Santa Maria di Catignano a Bussi, e San Vito e Giorgio sulla Pescara, San Martino in Valle a Fara S.M., Santo Stefano in Lucana di Tornareccio, San Martino di Paglieta. I monaci cistercensi bonificarono alcune zone paludose del Trigno con dei canali, realizzarono un innovativo sistema agricolo con le grance, come testimoniato dalle bolle pontificie del 1270 e del 1370, che confermano la ricchezza del cenobio.
Non si esclude che l'antico stile dell'abbazia doveva ricalcare quello dei cenobi di Santa Maria d'Arabona e Santo Spirito d'Ocre, ancora oggi visibili, nello stile gotico borgognone cluniacense.
Dopo il 1370 per l'abbazia di Casanova, così come per le altre d'Abruzzo, iniziò la crisi perché in seguito alla peste del 1348, si aggiunsero l'assenza della protezione pontificia, l'aggressività dei signori feudatari, e la conseguente diminuzione dei monaci, gravati anche dai saccheggi dei briganti e dei pirati che compivano scorrerie sulle coste. Nel 1445 l'abbazia divenne vacante, risultava commenda di Colantonio Valignani, vescovo di Chieti. Mentre quest'abbazia decadeva, l'altro monastero di San Salvo del Trigno, dentro le mura del Quadrilatero, cresceva di prestigio, sicché gli abati divennero "commendari" di San Salvo, come citato nel 1498 da papa Pio III. I commendari si susseguirono, spostando la sede in San Salvo, e furono quasi tutti vescovi di Chieti, in qualche maniera imparentati con i cardinali e i pontefici di Roma. Per tre secoli, sino al XVIII, le famiglie Piccolomini e Carafa si avvicendarono nella commenda di San Salvo, sino a quando l'abbazia entrò nella dispensa di San Bonaventura e di Santa Maria della Pietà di Roma.
Quando nella metà del XVII secolo la famiglia dei D'Avalos, stanziata nel Vasto, iniziò a prendere in possesso l'antico territorio feudale di San Salvo, per i monaci la crisi fu irreversibile, soprattutto quando gran parte del territorio fu comprato da don Cesare Michelangelo d'Avalos, Marchese del Vasto, sancendo di fatto un'egemonia dinastica in tutto il territorio del Trigno e del Sinello, spartendoselo poi con amici e vassalli. Mentre l'abbazia di San Vito cadeva sempre più in rovina, sino a quasi comparire, mentre i locali dell'ex monastero venivano usati dai contadini o riutilizzati per abitazioni e depositi e magazzini, l'abbazia d San Salvo del Trigno nel XVII secolo subì una radicale trasformazione, venendo eletta a parrocchia arcipretale di San Giuseppe. Cura se ne fece il cardinale e abate commendatario della Badia di San Salvo Pier Luigi Carafa, che trasformò la chiesa, il campanile, e il palazzo dei commendari, ricavato dall'ex monastero. Nel 1776 si arrivò alla stipulazione presso Napoli del contratto di enfiteusi perpetua, in cui l'Università di San Salvo diveniva municipalità, entrando in amministrazione dei feudi dell'ex abbazia, senza dover più rispondere a un feudatario o a un commendario.

### Biotopo Costiero
Area protetta di circa 60 ettari, si trova sul Lungomare Cristoforo Colombo in San Salvo Marina. Al suo interno sono stati ricostituiti tutti gli ambienti tipici della costa sabbiosa medioadriatica.

### Costa dei Trabocchi
San Salvo è il cosiddetto ultimo comune della costa. Attraverso la Strada statale 16, da Marina di Vasto si giunge alla Marina di San Salvo, attraversando la Riserva naturale regionale, e subito dopo la stazione ferroviaria sansalvese, il Giardino Botanico Mediterraneo, che precede l'abitato residenziale della Marina vero e proprio.

## Società

### Evoluzione demografica
Abitanti censiti

### Etnie e minoranze straniere
Al 31 dicembre 2023 la popolazione straniera era di 1 686 persone, pari all'8,73% della popolazione.

### Tradizioni e folclore
Il 28 aprile si festeggia il santo patrono San Vitale e circa due settimane prima c'è la tradizione delle "sagnitelle" (un tipo di pasta offerta ai cittadini) in cui carri e cavalli sfilano per le strade della città e portano la farina da benedire.

## Cultura

### Scuole
- Istituto d'istruzione superiore "Raffaele Mattioli"
- Scuola secondaria "Salvo d'Acquisto"
- Istituto comprensivo statale N.1 - Scuola primaria dell'infanzia di Via Verdi
- Istituto C. N. 1 - Scuola elementare di Via De Vito
- Istituto C. N. 2 - Scuola primaria "Sant'Antonio" - via don Sturzo
- Istituto C. N. 1 di Via Firenze
- Istituto C. N. 2 - Scuola primaria di Via Ripalta
- Scuola primaria "Le Marinelle", San Salvo Marina, via Contrada Stazione snc

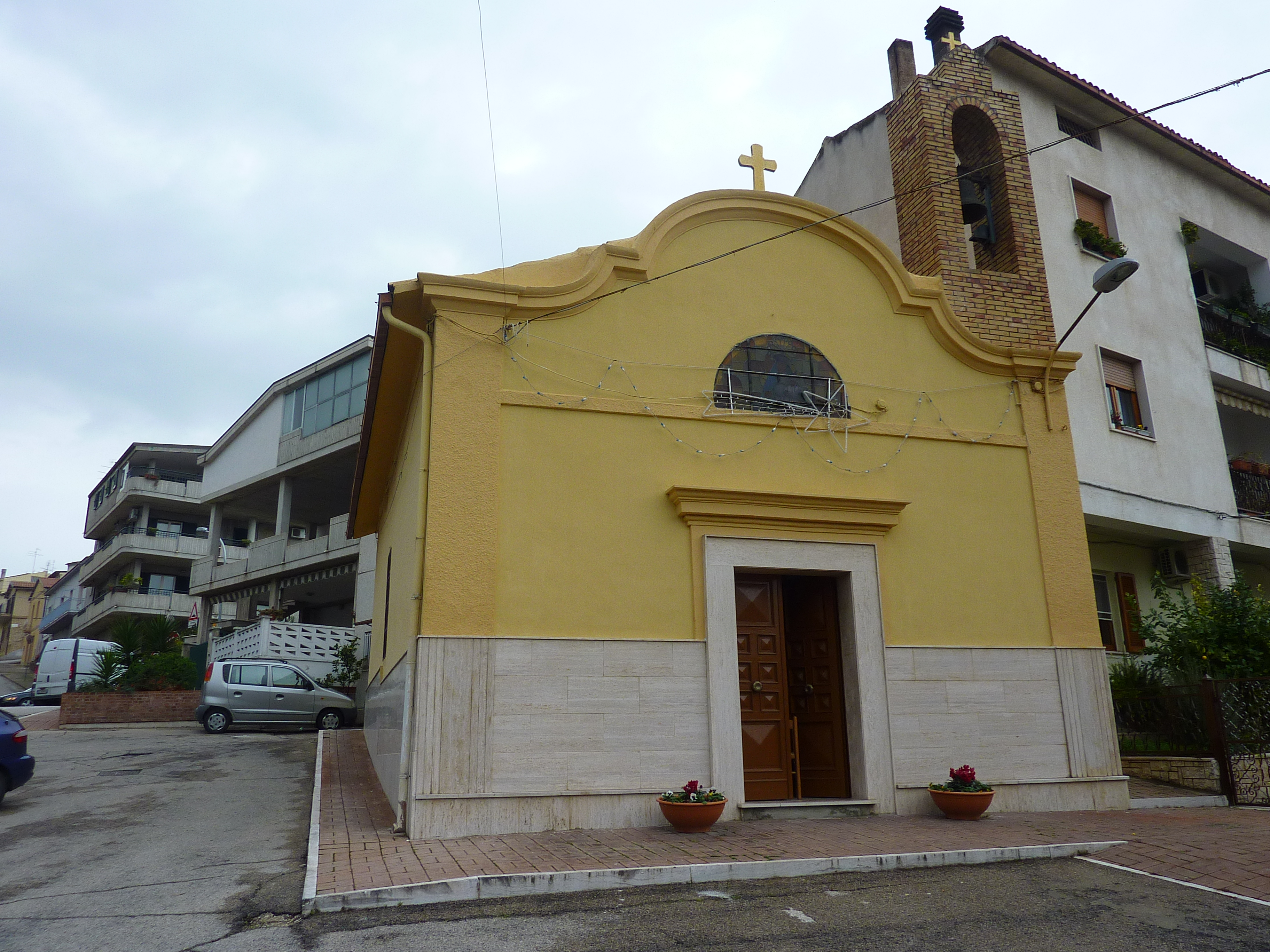
Chiesa della Madonna delle Grazie

## Geografia antropica

### Quartieri
- Centro storico: la porzione più piccola, sorta tra il XIII e il XV secolo attorno alla chiesa di San Giuseppe, ed è compreso a forma quadrata tra Corso Umberto I, via Martiri d'Ungheria, via della Fontana e via Orientale.
- Sobborgo di San Nicola: si è sviluppato a metà dell'Ottocento lungo l'antica strada romana, costituita dall'attuale Corso Garibaldi. Deve il suo nome alla vecchia chiesa di San Nicola, divenuta troppo piccola per accogliere i parrocchiani, sicché negli anni '70 si è costruita la nuova parrocchia nel piazzale poco distante dalla strada. Il quartiere oltre a questo stradone, è compreso tra Piazza Europa, vico Garibaldi, Strada Savoia e Via Lentella;
- Rione Istonio: di fondazione ottocentesca, ospitò in origine abitanti immigrati da alcune località circostanti;
- Stingi: quartiere di moderna fondazione, che comprende i principali istituti scolastici e sportivi di San Salvo, compreso tra via Stingi e via Montegrappa;
- Zona 167
- Zona Ripalta
- Zona Colle Pagano
- Zona Grasceta
- Zona Stadio
- Zona Croce Grossa
- Zona San Rocco
- Zona Pio IX

### Frazioni
- San Salvo Marina
- C.da Stazione
- C.da Piana Sant'Angelo
- C.da Prato
- C.da Bosco Motticce

## Economia

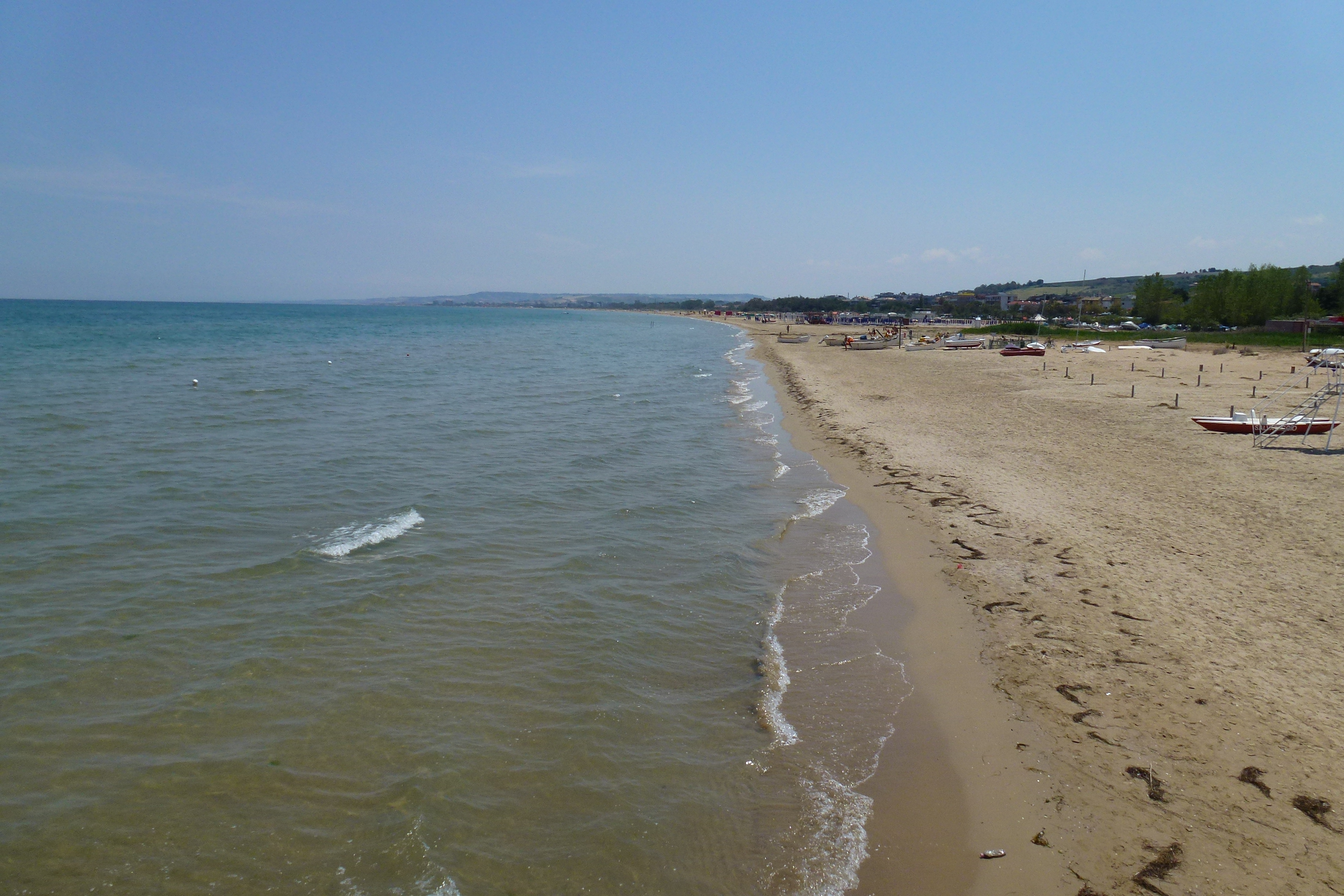
Spiaggia tra Vasto Marina e San Salvo Marina

L'economia, basata sull'agricoltura (pescheti, uliveti e vigneti), l'allevamento e l'artigianato, ha trovato il suo coronamento nella fase di intenso sviluppo dell'ultimo quarantennio. Gli insediamenti industriali S.I.V. (acquisita dall'inglese Pilkington nel 1993, a sua volta acquisita dalla giapponese NSG nel 2006), Magneti Marelli (acquisita dalla Denso del gruppo Toyota), e Amazon, in parallelo alla crescita del commercio, del turismo e dei servizi, hanno prodotto un intenso processo di urbanizzazione che ha portato San Salvo a divenire, in termini proporzionali, la cittadina a più intenso accrescimento demografico dell'intero Abruzzo. Nel 1987, su segnalazione del Censis, è stata insignita del titolo "uno dei 100 comuni della piccola grande Italia".
Giovanni Paolo II si recò in visita il 19 marzo 1983, in occasione della festa di San Giuseppe nella giornata dedicata al lavoro, incontrando i fedeli abruzzesi nel piazzale della Magneti Marelli per poi fermarsi a pranzo con i lavoratori della S.I.V.
San Salvo è Bandiera Blu 2021, riconoscimento avuto per la venticinquesima volta e da 24 anni consecutivi.

### Turismo
San Salvo è meta turistica per il patrimonio storico del centro e soprattutto per il mare, che fa parte della costa dei Trabocchi, caratterizzata da macchine antiche da pesca in legno.

## Infrastrutture e trasporti

### Strade
Il comune è attraversato nella zona di San Salvo Marina dalla strada statale 16 Adriatica e dall'autostrada A14 tramite lo svincolo Vasto Sud - Montenero di Bisaccia - San Salvo, distante circa cinque chilometri dal centro città ma sito nel comune molisano di Montenero di Bisaccia.
Il comune è servito anche dalla strada statale 650 di Fondo Valle Trigno, una strada a scorrimento veloce che collega la costa adriatica con l'interno delle regioni Abruzzo e Molise costeggiando l'omonimo fiume.

### Ferrovie
San Salvo è attraversata dalla Ferrovia Adriatica con la presenza di una Stazione unitaria con Vasto:
- Stazione di Vasto-San Salvo, per collegamenti regionali cadenzati sulla tratta Termoli - Pescara, Intercity Giorno, e una coppia di Frecciarossa attiva solo nel periodo estivo.

### Mobilità urbana
Nel comune operano tre aziende di trasporto pubblico locale su gomma:
- Di Fonzo SpA, azienda che gestisce il trasporto pubblico locale urbano collegando la città e i suoi quartieri con la zona industriale, San Salvo Marina e Stazione di Vasto-San salvo; inoltre gestisce il trasporto extraurbano con San Salvo Marina - Vasto Marina e Vasto;
- Autoservizi Cerella Srl, azienda che gestisce il trasporto pubblico locale extraurbano con le località del Medio e Alto Vastese;
- Dicarlobus Srl, azienda che gestisce il trasporto pubblico locale extraurbano con la Castiglione Messer Marino, Schiavi d'Abruzzo e con la zona industriale di Atessa.

## Amministrazione

### Gemellaggi
- Saint-Nicolas-de-Port
- Città di Swan
- Székesfehérvár
- Tarnaveni
- Bari
- Woźniki[15]

## Sport
- Calcio a 5: ASD San Salvo C5
- Calcio: ASD San Salvo
- Podistica: A.S.D Podistica San Salvo
- Pallavolo: B.T.S. Pallavolo San Salvo
- Basket: Amici del Basket San Salvo
- Scherma: Scherma Club San Salvo
- Pugilato: A.S.D. San Salvo Boxe

San Salvo è stata Città di Partenza della 7ª tappa del Giro d'Italia 2013 San Salvo-Pescara e della 9ª tappa del Giro d'Italia 2020 San Salvo-Roccaraso.